# 24190 Xiaoyunyin
24190 Xiaoyunyin là một tiểu hành tinh vành đai chính với chu kỳ quỹ đạo là 1666.8007824 ngày (4.56 năm).
Nó được phát hiện ngày 6 tháng 12 năm 1999.